# Ангел Малинов
Ангел Малинов   е български поет и автор на учебници.

## Биография
Роден е на 16 август 1961 г. в град Трън. Завършва българска филология в Софийския университет „Климент Охридски“. Живее и работи в Перник.
Носител на множество литературни награди – „Академия-85“, награда на вестник „Студентска трибуна“, сп. „Тракия“ (1987).
Издал е още две стихосбирки и повече от десет учебни помагала към издателството на вестник „Труд“. Печели наградата „Южна пролет“ за първата си поетична книга „Каменно око“ (1989). Втората му поетична книга „Падането на Рим“ (1995) излиза с конкурс от Националния център за книгата. В помощ на часовете по литература са литературно-критическият сборник "От Ботев до Талев и „От Каравелов до Йовков“ (2002). Последната му поетична книга е „Обратният път“ (2003).
Член е на Съюза на българските писатели.
Преподава български език в ГПЧЕ „Симеон Радев“ в гр. Перник.